# Thysanina serica
Thysanina serica là một loài nhện trong họ Trachelidae.
Loài này thuộc chi Thysanina. Thysanina serica được Eugène Simon miêu tả năm 1910.